# هرشل برناردی
هرشل برناردی (انگلیسی: Herschel Bernardi؛ ۳۰ اکتبر ۱۹۲۳ – ۹ مهٔ ۱۹۸۶) یک هنرپیشه اهل ایالات متحده آمریکا بود.
از فیلم‌ها یا برنامه‌های تلویزیونی که وی در آن نقش داشته است می‌توان به ایرما خوشگله، عشق با غریبه مطلوب اشاره کرد.